# Пирсон, Николас
Николас Герард Пирсон (нидерл. Nicolaas Gerard Pierson; 7 февраля 1839, Амстердам, Нидерланды — 24 декабря 1909, Хемстеде, Нидерланды) — нидерландский экономист и государственный деятель, председатель Совета Министров Нидерландов (1897—1901), министр финансов Голландии (1891—1897 и 1897—1901).

## Биография
Родился в Амстердаме в семье известной голландской писательницы Иды Пирсон (1808—1860) и бизнесмена Яна Ло́девейка Грегори Пирсона (1806—1873). Был самым младшим среди шести детей, его старший брат будущий известный историк Аллард Пирсон (1831—1896), а другой старший брат будущий известный лютеранский священник Хендрик Пирсон (1834—1923), сестра Петронелла Андриана (1832—1923) стала женой профессора химии Яна Виллема Гуннинга, а сестра Каролина Генриетта Констанция (1836—1895) стала женой голландского живописца Германа Кате (1822—1891), сестра Йоханна Элизабет (1830—1913) вышла замуж за священника Николаса Хендрика де Граафа.
Получил начальное образование во французской школе в Амстердаме в 1845—1853 годах, среднее образование в английской школе в Брюсселе в 1853—1854 годах и в бизнес-колледже в Амстердаме в 1854—1858 годах.
В 1858—1860 годах работал в компании по торговле хлопком и посещал Лондон, Ливерпуль, Нью-Йорк, Нью-Орлеан, Швейцарию, Германию. В 1860—1861 годах работал в стекольной лавке отца. В 1861—1864 годах в партнёрстве с Херманусом Бернардусом Виарди Бекманом (1834—1908), сыном министра по делам религии и членом Государственного совета Нидерландов Мейндерта Виарди Бекмана (1795—1863), основал компанию «Beckman en Pierson» по торговле колониальными товарами (хлопком).
В апреле 1864 года стал исполнительным директором Суринамского банка в Амстердаме De Surinaamsche Bank, где работал до 1 июня 1868 года.
2 июня 1864 года окончил высшую школу по политэкономии и начал преподавательскую деятельность в качестве преподавателя политэкономии в бизнес-колледже Амстердама в 1864—1868 годах.
В июне 1868 года стал директором, а в январе 1885 года был утверждён президентом Центрального банка Нидерландов. 21 августа 1891 года подал в отставку, чтобы в этот же день занять пост министра финансов Голландии - находился на этой должности до мая 1894 года.
В 1897—1901 годах — премьер-министр, одновременно министра финансов Нидерландов.
После отставки избирался членом Палаты представителей Генеральных штатов Нидерландов (1905—1909) от избирательного округа Горинхем, являлся вице-председателем Либерального союза.
Являлся сотрудником, членом и главным редактором журнала «De Economist», членом Наблюдательного совета помощи в рамках закона о жилье, членом наблюдательного совета Центрального банка Нидерландов в 1904—1909 годах, председателем Ассоциации политической экономии и статистики в 1896—1897 годах и в 1904—1909 годах, и членом совета Ассоциации политической экономии и статистики в 1901—1904 годах, президентом наблюдательного Совета Голландско-Индийской Академии управлении в Гранвенхаге в 1907—1909 года, членом и председателем Индийского общества в 1903—1909 годах, профессором политэкономии и статистики Амстердамского университета в 1877—1885 годах.

## Семья
30 октября 1862 года женился в Амстердаме на Катарине Рутгер Уоллер (27.05.1837—17.11.1917).

## Память
В его честь с 1951 года фондом Пирсона учрежден и вручается каждые три года пеннинг Пирсона достойному экономисту голландского происхождения, который отличается качеством и глубиной своих публикаций.
Также с 2007 года также фондом Пирсона учреждена премия и медаль Пирсона, которая вручается раз в три года самому перспективному молодому учёному в финансово-экономической сфере.

## Вклад в науку
По мнению Й. Шумпетера Н. Пирсон основал нидерландскую школу экономической мысли, основанную на учении Карла Менгера и поддержанную Веррайном Стюартом и де Врисом. Школа просуществовала до 1920-х годов.
Благодаря Н. Пирсону в 1892 году создана Центральная комиссия по статистике, а в 1899 году создано Центральное статистическое бюро Нидерландов.
Из его экономических трудов наиболее важным является «Учебник государственной экономики» (в двух частях).

## Награды и звания
За свои достижения был награждён:
- 1875 — почётный доктор права Лейденского университета,
- 1883 — член Королевской академии наук и искусств Нидерландов,
- 1891 — медаль Торбеке,
- 1901 — кавалер Большого креста ордена Нидерландского льва,
- 1904 — почетный доктор Кембриджского университета.